# Renault 9 и 11
Renault 9 и 11 (R9/R11) — небольшие семейные автомобили с кузовами седан (R9) и хэтчбек (R11), выпускавшиеся компанией Renault с 1981 по 1989 год во Франции. В Турции эти автомобили производились вплоть до 2000 года.
Представленный на Франкфуртском автосалоне 1981 года, седан Renault 9 дополнил модельный ряд компании в ключевом для европейского рынка сегменте. Модель предназначалась тем покупателям, которым был нужен универсальный семейный автомобиль, не требующий больших затрат в эксплуатации.
Renault 9 положил начало глобальной модельной политике компании. Созданный для Европы, он, благодаря своей высокой экономичности, с успехом вышел на международный рынок на волне второго нефтяного кризиса, производился по всему миру, включая США, а европейские журналисты признали его Автомобилем 1982 года.
В апреле 1983 года компания выпустила хэтчбек Renault 11. Модель была частью линейки Renault 9 и была доступна с 3-х и 5-дверным кузовом. Автомобиль выделялся своим премиальным оборудованием, исключительным для модели такого класса.
Всего было изготовлено 6,3 миллиона автомобилей семейства (R9+R11).

## Кузов и оборудование

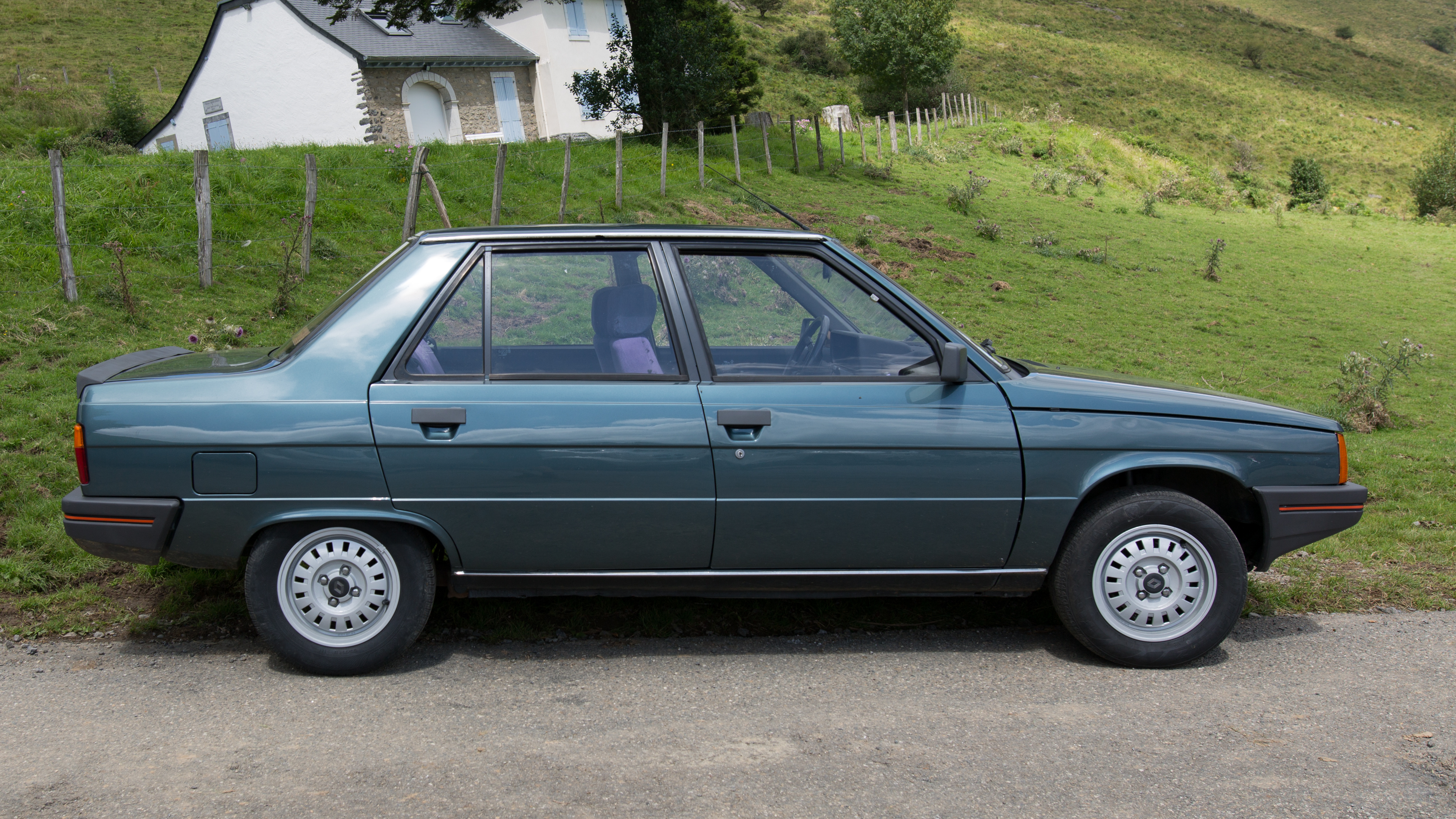
Седан Renault 9

11 ноября 1977 года был дан зеленый свет новому проекту компактного седана под кодом X42, который должен был дополнить Renault 14 в среднем сегменте, а также расширить выбор на рынках, предпочитающих четырехдверные модели с багажником.
Автомобиль создавался в сложное время. Последствия нефтяного кризиса 1970-х требовали, чтобы он был экономичном: небольшим, лёгким и обтекаемым. А в соответствии с вводимыми в начале 1980-х требованиями безопасности он должен был иметь прочный каркас, зашивавший пассажиров при столкновении. И всё это надо было превратить в приятный, но не шокирующий внешний вид, так как автомобиль предполагалось продавать по всему миру. Роберту Опрону (англ. Robert Opron) и его команде удалось придать автомобилю с чёткими прямыми линиями простой и одновременно современный вид. Практичность и функциональность видны в расположении органов управления и хорошо продуманном интерьере, который был разработан с учетом потребностей пассажиров, обеспечивая им достаточно места и комфорта.

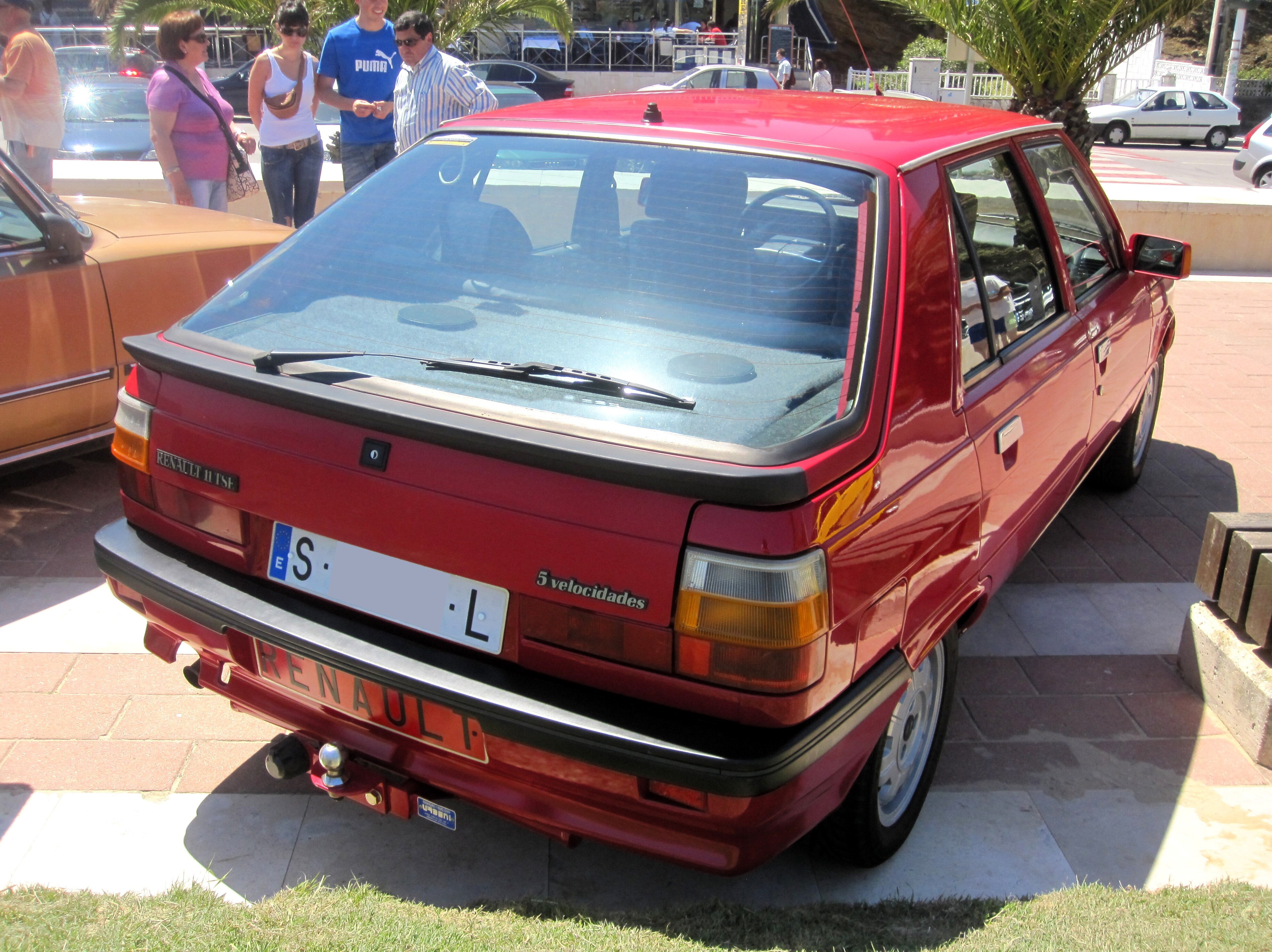
Хэтчбек Renault 11 со сферическим стеклом задней двери

Названный Renault 9 автомобиль увидел свет на автосалоне во Франкфурте в середине сентября 1981 года. Тогда же начались продажи во Франции. Он имел угловатый кузов и казался прямым наследником Renault 8, но с расположением двигателя спереди. Пластиковые бамперы спереди и сзади, прямоугольные фары и задние фонари делали автомобиль практически симметричным.
В салоне самыми интересными были передние кресла-качалки. Помимо продольного перемещения и откидывания спинки, кресло целиком можно было немного наклонить вперёд или назад, позволив водителю или пассажиру занять более удобную позу. Крепились кресла с помощью узких полозьев по центру, что давало возможность задним пассажирам просунуть ноги сбоку от них.
Через два года в 1983 году был представлен хэтчбек Renault 11 сначала с трёх, а позже и с пятидверным кузовом. Модель позиционировалась как спортивная и более дорогая, с лучшей отделкой версия седана. Она отличалась передком с четырьмя квадратными фарами и оригинальным сферическим стеклом крышки багажника. «Одиннадцатая» с самого начала комплектовалась, помимо других двигателей, новым турбированным мотором мощностью 105 л.с., который позволял автомобилю разгоняться до 100 км/ч за 9 секунд.

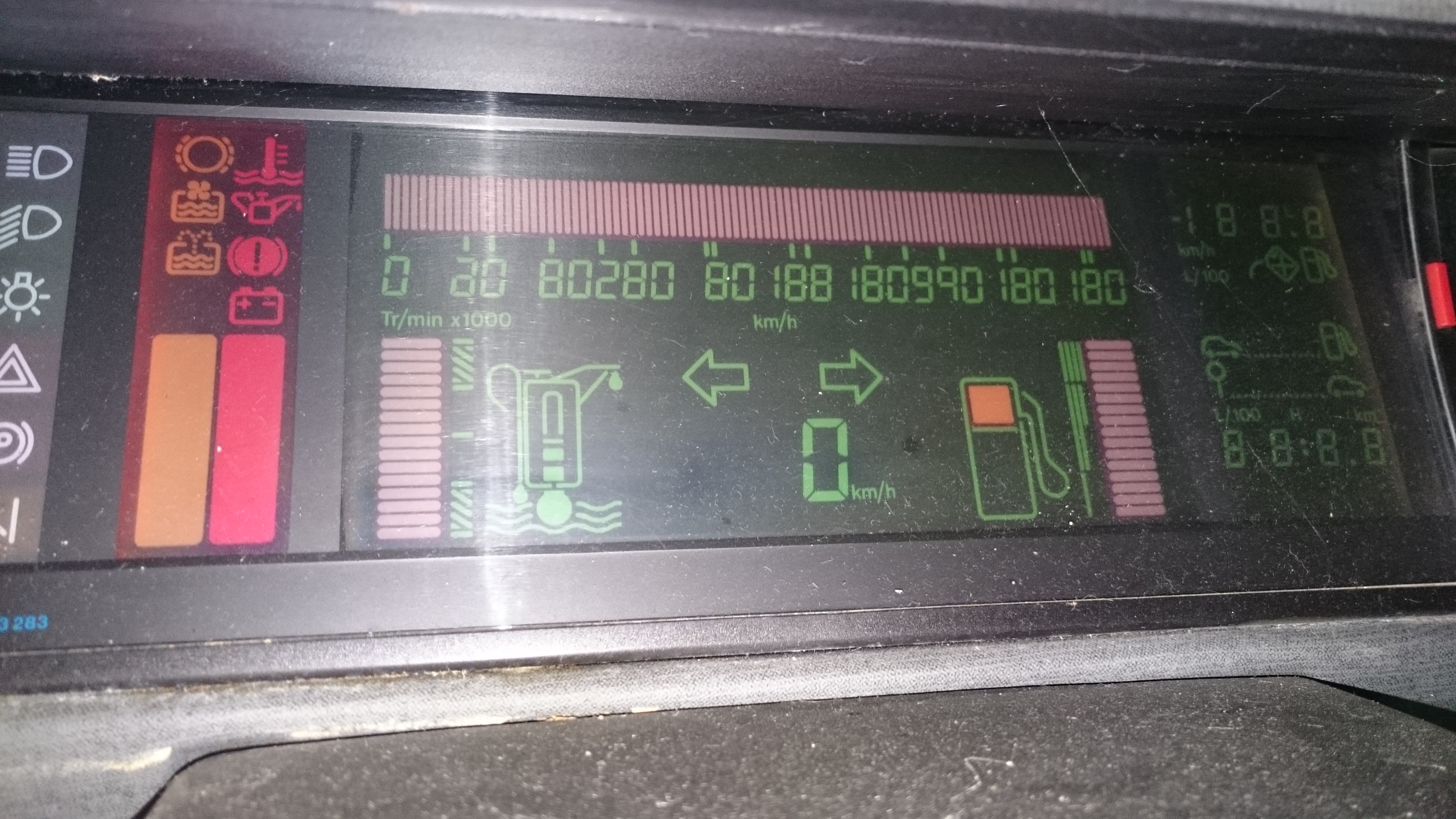
Renault 11, электронная панель приборов

За большой задней дверью открывающейся вверх располагался багажник объёмом 338 куб. см. Заднее сиденье и спинка, разделённые надвое, могли складываться: сначала подушка поднималась в вертикальное положение, затем на её место горизонтально укладывалась спинка. В результате, получалось багажное отделение с ровным полом максимальным объёмом 1200 куб. см.
У версии Renault 11 Electronic на передней панели была установлена цифровая электронная панель приборов. На жидкокристаллический экран перед водителем выводилась только необходимая на данный момент информация: скорость автомобиля или обороты двигателя, температура охлаждающей жидкости или давление масла. Но это было не всё. Приборы синтезированным голосом сообщали об опасности (например, о падении давления масла), предупреждали (например, о необходимости замены колодок) и информировали (например, о не полностью закрытой двери).

## Двигатели и трансмиссия

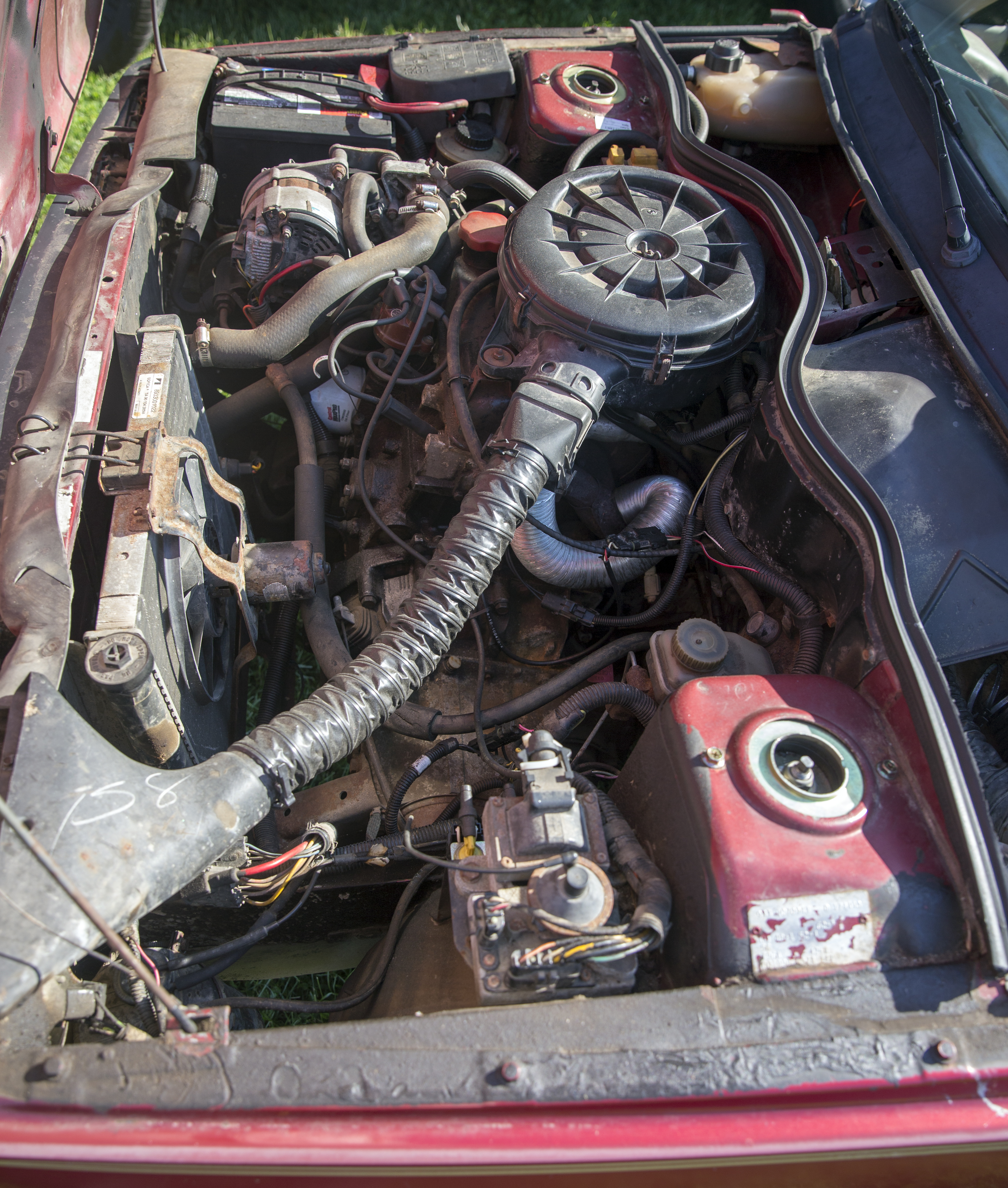
Двигатель Cléon под капотом AMC Encore, Северо-американской версии Renault 11

Renault 9 и 11 были первыми автомобилями компании с поперечно установленным спереди четырёхцилиндровым двигателем. Выпускавшаяся до этого 14-я модель хотя и имела поперечно размещённый мотор, использовала агрегат разработки Peugeot.
Первоначально на автомобили устанавливались нижневальные (OHV) двигатели проверенного временем семейства Cléon рабочим объёмом 1,1 и 1,4 литра. Оснащенные новой головкой цилиндров, изменёнными впускным и выхлопным коллекторами они стали мощнее и экономичнее. Помимо этого, было перекомпоновано всё навесное оборудование, что позволило снизить их вес. Начиная с выпуска 11-й модели в 1983 году семейство было дополнено турбированным 1,4-литровым мотором. Этот двигатель оборудовался турбокомпрессором Garrett, имел новую головку цилиндров и оптимизированную систему смазки. Мощность мотра не была выдающейся, но он развивал очень приличный крутящий момент, что наделяло лёгкий и компактный Renault 11 выдающейся динамикой. В 1985 году 1,1-литровый мотор был заменён на чуть более мощный рабочим объёмом 1,2 литра.
С появлением новой модели также связано дополнение гаммы двигателей новыми верхнеклапанными (OHC) моторами серии F. Сначала это был 1,6-литровый дизель, который позже был дополнен бензиновым мотором рабочим объёмом 1,7 литра, ориентированным в первую очередь на заокеанский рынок. Эти рядные четырёхцилиндровые двигатели имели безгильзовую конструкцию, то есть цилиндры изготавливались непосредственно в чугунном блоке. На производимые в США версии Renault 9/11 (Alliance/Encore) сразу же устанавливались двигатели с центральным впрыском топлива. Но их тяги всё равно не хватало, на что постоянно жаловались покупатели. Так что, в 1986 году американская модель GTA стала комплектоваться двухлитровым мотором той же серии F, также с системой центрального впрыска топлива.
Только версии автомобилей с самым слабым мотором комплектовались четырёхступенчатой механической коробкой передач. Все остальные модели серии имели пятиступенчатую коробку. На самые же мощные версии можно было заказать автоматическую трёхступенчатую трансмиссию.
| Код          | Рабочий объём | Клапанный механизм | Питание            | Максимальная мощность             | Максимальный крутящий момент |
| ------------ | ------------- | ------------------ | ------------------ | --------------------------------- | ---------------------------- |
| C1E          | 1108 см³      | 8-кл., OHV         | карбюратор         | 34,5 кВт (47 л. с.) / 5250 об/мин | 78,5 Нм / 2500 об/мин        |
| C1G          | 1237 см³      | 8-кл., OHV         | карбюратор         | 40 кВт (54 л. с.) / 5250 об/мин   | 88 Нм / 3000 об/мин          |
| C2J          | 1397 см³      | 8-кл., OHV         | карбюратор         | 43 кВт (58 л. с.) / 5250 об/мин   | 100 Нм / 3000 об/мин         |
| C2J          | 1397 см³      | 8-кл., OHV         | карбюратор         | 52 кВт (71 л. с.) / 5750 об/мин   | 104 Нм / 3500 об/мин         |
| C2J          | 1397 см³      | 8-кл., OHV         | карбюратор         | 49 кВт (67 л. с.) / 5250 об/мин   | 104 Нм / 3000 об/мин         |
| C2J          | 1397 см³      | 8-кл., OHV         | центральный впрыск | 48 кВт (65 л. с.) / 5250 об/мин   | 100 Нм / 3000 об/мин         |
| C1J (Turbo)  | 1397 см³      | 8-кл., OHV         | карбюратор         | 77 кВт (105 л. с.) / 5500 об/мин  | 162 Нм / 2500 об/мин         |
| F8M (Diesel) | 1595 см³      | 8-кл., OHC         |                    | 40 кВт (54 л. с.) / 4800 об/мин   | 100 Нм / 2250 об/мин         |
| F2N          | 1721 см³      | 8-кл., OHC         | карбюратор         | 59 кВт (80 л. с.) / 5000 об/мин   | 133 Нм / 3250 об/мин         |
| F2N          | 1721 см³      | 8-кл., OHC         | карбюратор         | 65 кВт (88 л. с.) / 5500 об/мин   | 135 Нм / 3500 об/мин         |
| F2N          | 1721 см³      | 8-кл., OHC         | центральный впрыск | 58 кВт (79 л. с.) / 5500 об/мин   | 135 Нм / 3500 об/мин         |
| F3R          | 1965 см³      | 8-кл., OHC         | центральный впрыск | 70 кВт (95 л. с.) / 5250 об/мин   | 155 Нм / 2700 об/мин         |

## Ходовая часть

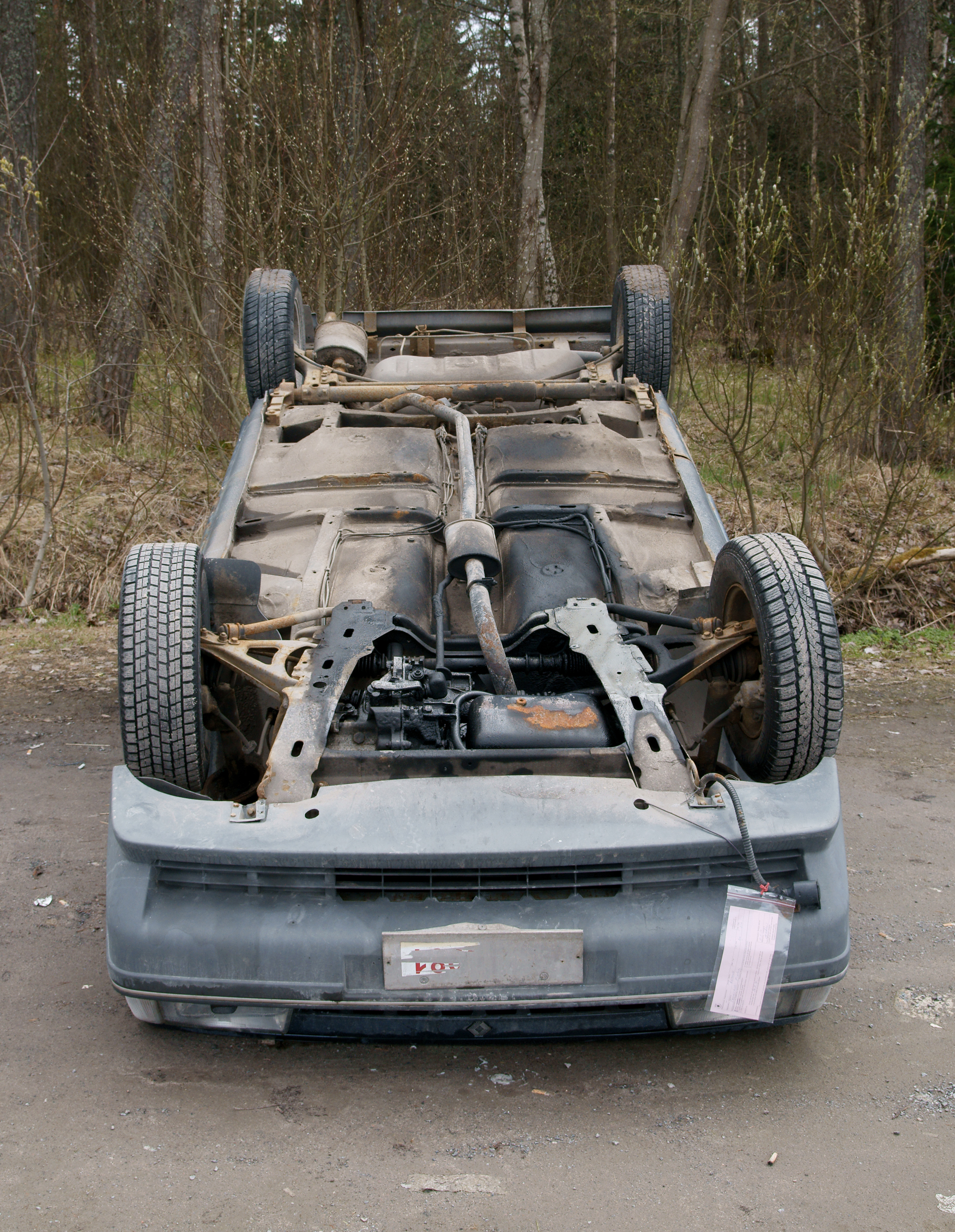
На перевёрнутом Renault 11 хорошо видны крепящиеся к подрамнику A-образные рычаги передней подвески и стабилизатор за двигателем. Сзади — поперечная труба с торсионами внутри и продольные рычаги.

Полностью независимая передняя и задняя подвески были визитной карточкой автомобилей Renault того периода. Передняя пружинная подвеска оснащалась стойками типа Макферсон с нижними A-образными рычагами, крепящимися к подрамнику и имела стабилизатор поперечной устойчивости. Задняя подвеска на продольных рычагах и поперечных торсионах, также имела стабилизатор.
Реечное рулевое управление на наиболее дорогих моделях комплектовалось гидроусилителем.
Двухконтурная тормозная система с усилителем имела спереди дисковые, а сзади барабанные тормозные механизмы. На самую быструю модель GTA для американского рынка спереди устанавливались увеличенной размерности тормоза, вентилируемые диски и двухкамерный усилитель в приводе.

## Производство

### Alliance, Encore, GTA

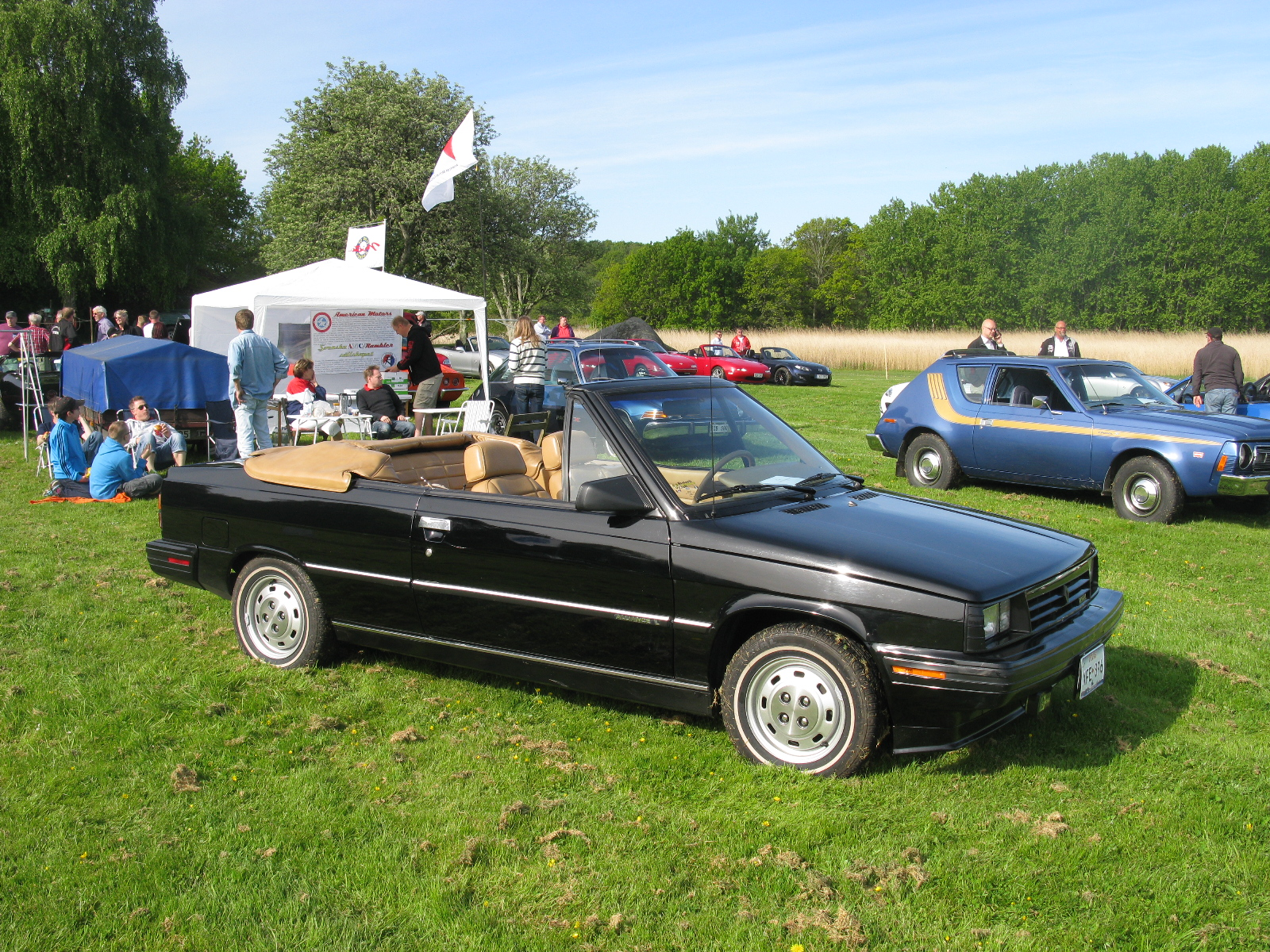
Кабриолет Renault Alliance Convertible

В 1979 году Renault приобрел солидную долю в разоряющейся American Motors Cotporation (AMC), заодно став владельцем обширной дилерской сети. Американские продавцы потребовали автомобили, специально сделанные под пожелания и требования рынка. Так на Renault был спроектирован Alliance, сестра модели Renault 9, производство которой было запущено в Европе в конце 1981 года. Однако Alliance не производился во Франции, сборка проходила на заводе AMC в Кеноше, недалеко от Чикаго и, по возможности, использовались детали местных производителей.
У Alliance был новый капот, большие по размеру зеркала, блестящие ручки дверей и окантовка окон. Задние фонари выглядели довольно похоже, но имели другие рассеиватели. Отличий в интерьере было намного больше. Дверные панели отличались своей формой, конструкция приборной панели, адаптированной к милям и галлонам, также была специфична. Даже перчаточный ящик размещался немного иначе, отличалось рулевое колесо и расположение центральной консоли.
В 1984 году началось производство хэтчбека Encore, аналога Renault 11 с американизированными бамперами, новыми задними фонарями и другими мелкими отличиями от французской модели. В 1985 году была представлена открытая версия — двухдверный Alliance Convertible с усиленным кузовом и электрогидравлическим приводом складной крыши.
К 1986 году топливный кризис закончился, бензин стал дешеветь, и покупатели обратили свой взор к традиционным большим американским автомобилям. Тем не менее, в этом году началось производство ещё одной версии, Renault GTA с двухлитровым мотором мощностью 95 л.с. В 1987-м концерн Chrysler выкупил долю Renault в AMC и преобразовал последнюю в собственное подразделение, сборка автомобилей Renault в США закончилась. Всего в здесь было изготовлено 460 тысяч автомобилей.

### Другие страны
Помимо Франции и США автомобили семейства изготавливались в следующих станах:
— в Турции, Renault 9 с 1985 по 2000 год, Renault 11 с 1987 по 1996-й производились на совместном предприятии Oyak-Renault в Бурсе,
— в Аргентине, Renault 11 с 1984 по 1994 год, а Renault 9 с 1987 по 1997 год производилась на заводе Renault в Кордове,
— в Колумбии с 1983 по 1999 год изготавливался Renault 9 на заводе Sofasa в Энвигадо,
— на Тайване местная компания Sanfu Motors с 1983 по 1994 год собирала Renault 9.

## Автомобиль Джеймса Бонда

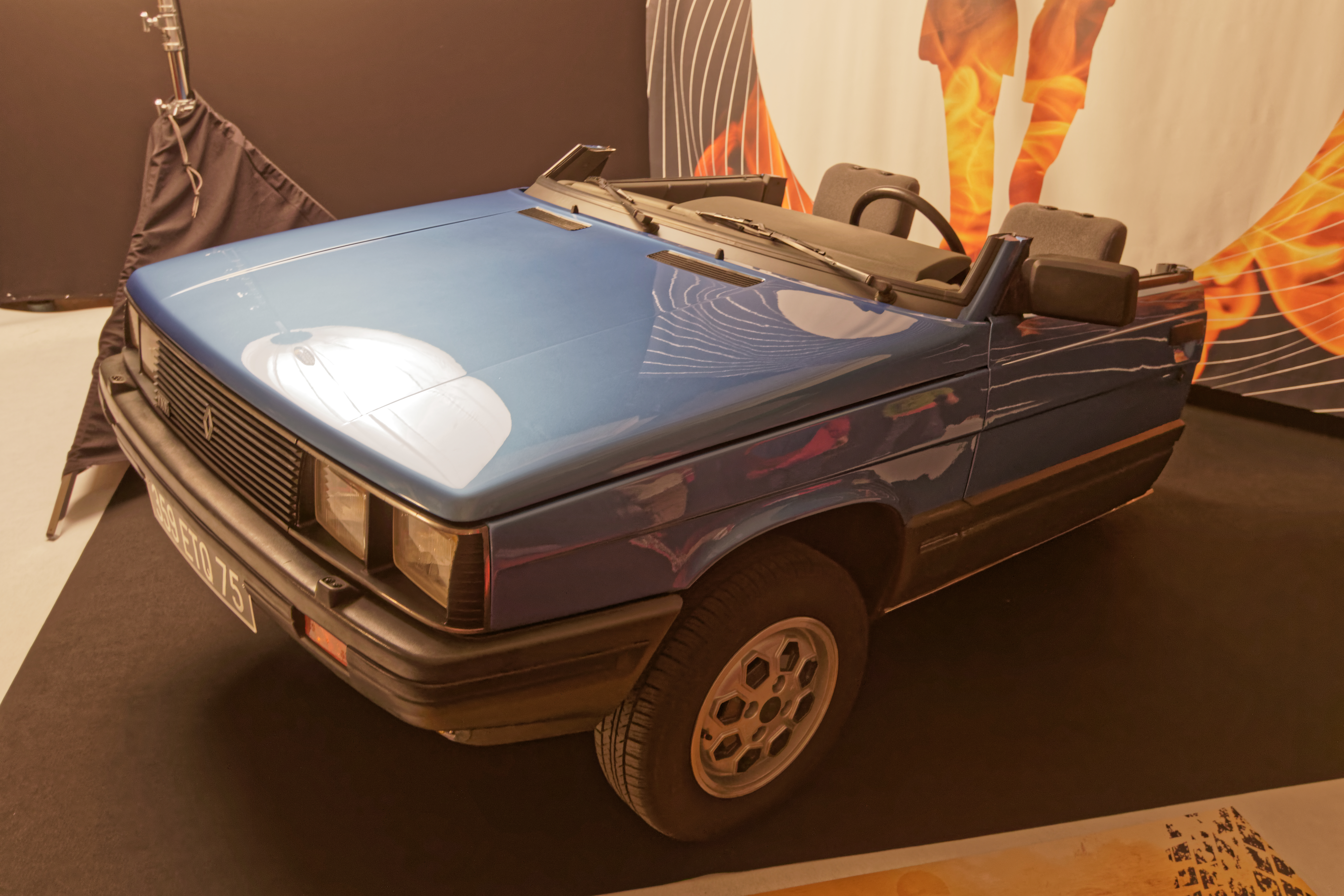
Разрезанный пополам Renault 11 Джеймса Бонда

В фильме «Вид на убийство» британский суперагент Джеймс Бонд в исполнении Роджера Мура гоняет по Парижу на такси Renault 11. Сначала у автомобиля сносит крышу, а затем его и вовсе разрезают пополам. Но, благодаря переднему приводу, даже на половинке, а скорее — четвертинке автомобиля, агент 007 заканчивает погоню.
Трюки были поставлены известным французским каскадёром Реми Жюльеном. Он использовал три автомобиля, каждый в своём эпизоде: целый, без крыши и пол-автомобиля.